# Graminorthezia bahamensis
Graminorthezia bahamensis är en insektsart som först beskrevs av Morrison 1952.  Graminorthezia bahamensis ingår i släktet Graminorthezia och familjen vaxsköldlöss.
Artens utbredningsområde är Bahamas. Inga underarter finns listade i Catalogue of Life.